# (11333) Forman
(11333) Forman ist ein Asteroid des inneren Hauptgürtels, der am 20. April 1996 von den tschechischen Astronomen Petr Pravec und Lenka Kotková (damals noch unter ihrem Geburtsnamen Lenka Šarounová) an der Sternwarte Ondřejov (IAU-Code 557) in Ondřejov u Prahy entdeckt wurde.
Der mittlere Durchmesser des Asteroiden wurde grob mit 3,601 km (± 0,798) berechnet.
Mittlere Sonnenentfernung (große Halbachse), Exzentrizität und Neigung der Bahnebene des Asteroiden liegen innerhalb der jeweiligen Grenzwerte, die für die Nysa-Gruppe definiert sind, einer nach (44) Nysa benannten Gruppe von Asteroiden (auch Hertha-Familie genannt, nach (135) Hertha).
(11333) Forman wurde am 23. November 1999 nach dem tschechischstämmigen US-amerikanischen Filmregisseur Miloš Forman benannt. In der Widmung besonders hervorgehobene Filme Formans sind Der schwarze Peter, Der Feuerwehrball, Einer flog über das Kuckucksnest, Hair, Ragtime und Amadeus.